# Ian Caldwell
Ian Caldwell (* 18. März 1976 in Washington, D.C.) ist ein US-amerikanischer Autor.

## Leben
Caldwell ist Absolvent der Princeton University, wo er 1998 ein Geschichtsstudium abschloss. Zusammen mit seinem Freund seit Kindheitstagen Dustin Thomason veröffentlichten sie 2004 mit ihrem ersten Buch The Rule of Four einen Verkaufserfolg. Das Buch erreichte Platz 2 der New York Times-Bestsellerliste.
Für sein Werk The Fifth Gospel erhielt Caldwell 2016 den International Thriller Award in der Kategorie Bester Roman.
Er lebt mit seiner Ehefrau und Söhnen in Vienna, Virginia.

## Werke
- The Rule of Four. The Dial Press, New York 2004, ISBN 978-0-385-33711-3 (mit Dustin Thomason).
  - Das letzte Geheimnis. Bastei Lübbe, Bergisch Gladbach 2006, ISBN 978-3-404-15579-8.
- The Fifth Gospel. Simon & Schuster, New York 2015, ISBN 978-1-451-69414-7.
  - Das geheime Evangelium. Rütten & Loening, Berlin 2016, ISBN 978-3-746-63350-3.